# Il trono e la stirpe
Il Trono e la Stirpe è un romanzo del 2006 della scrittrice statunitense Jacqueline Carey e rappresenta la prima parte di una nuova trilogia, che vede come protagonista il giovane Imriel, principe del sangue e terzo in linea nella successione al trono di Terre d'Ange; in realtà nella versione italiana, la Trilogia di Imriel si presenta in cinque tomi, in quanto il primo e il secondo romanzo sono stati suddivisi in due parti ciascuno.

## Trama
Il romanzo comincia quattro anni dopo le vicende della trilogia di Kushiel. Il piccolo Imriel, all'età di quattordici anni, scopre che sua madre, Melisande Sharizai, è scomparsa dal Tempio di Asherat Del Mare a La Serenissima, dove era in esilio per aver cercato di tradire il regno; per questo motivo, il giovane Principe è costretto a trasferirsi con Phedre e Jocelyn, i suoi genitori adottivi, a Città di Elua e, suo malgrado, deve frequentare la corte: qui conosce alcuni dei suoi parenti Sharizai, che gli richiedono di passare l'estate insieme a Montreve. Nel contempo le sue cugine, Sidonie, la delfina, e Alais stanno crescendo: la prima è una ragazza fredda, che conosce già il peso della responsabilità di diventare regina, la seconda è una bambina sveglia e socievole.
Durante un tour delle sue proprietà terriere, Imriel visita Lombelon che sua madre aveva preso a Isidore d'Aiglemort; qui conosce un giovane ragazzo, Maslin, un paio di anni più grande di lui, che lo accusa di aver preso quello che spettava a lui: dopo aver indagato, il Principe scopre che Maslin è il figlio illegittimo di d'Aiglemort e decide di donare la tenuta a colui che doveva esserne il vero proprietario. Maslin non apprezza, ma Imriel si sente felice per aver fatto la cosa giusta.
L'estate successiva, Imriel accetta la richiesta di visita dei cugini Sharizai, Mavros, Baptiste e Roshana, i quali cercano di fargli conoscere il suo lato kusheline, che lui cerca di tener nascosto a causa dei brutti ricordi di ciò che ha subito a Darsanga.
Al compimento dei sedici anni, a corte si festeggia il suo compleanno con una tradizionale celebrazione: a questa età può cominciare il gioco del corteggiamento. Qui preso dall'ebbrezza della festa, per ottenere la fiducia della delfina, le offre un ballo e, al contatto con il corpo di lei, sente delle sensazioni; lei rimane fredda ma il suo corpo risponde alla presenza di lui, che le promette di proteggerla sempre facendo giuramento. Quella stessa notte, Phedre lo indirizza alla Corte della Notte, a Casa Melissa, la casa delle guaritrici, dove Imriel potrà avere la sua prima esperienza sessuale che lo sbloccherà e lo allontenerà dai ricordi di Darsanga.
Quello stesso anno, da Alba arriva il giovane Principe dei Dalriada, Eamonn mac Grainne, figlio di Quintilius Rousse, che passerà l'estate a Montreve e diventerà grande amico di Imriel. Dopo un anno Eamonn parte per Tiberium, intenzionato a frequentare l'università e ottiene la promessa di Imriel ad andarlo a trovare non appena compiuti 18 anni.
Durante una partita di caccia a palazzo, il cavallo della delfina si impaurisce alla vista di un grosso cinghiale e comincia a correre nei boschi; ciò provoca la caduta da cavallo della delfina, che rimane in balia dell'animale; è Imriel che si getta su di lei per salvarla e il contatto tra i loro corpi cambia completamente il loro rapporto: infatti Sidonie ora impara a fidarsi del cugino.
Al compimento dei diciotto anni, Drustan, cruarch di Alba, torna a Terre d'Ange in compagnia del Principe Talorcan, figlio di sua sorella, che sarà il prossimo cruarch: per evitare una guerra civile, gli offre in sposa sua figlia Alais, che suo malgrado accetta. Con loro però arriva anche la principessa Dorelei, che viene offerta in sposa a Imriel, in quanto i figli di Alais non potranno essere a capo di Alba, essendo la successione di Alba matrilineare; Imriel si confida dell'accaduto con Mavros, il suo cugino Sharizai: viene portato così alla Corte della Notte, a Casa Valeriana, per scoprire i suoi desideri più oscuri. Qui Imriel trova un altro tipo di piacere ma si rende conto che non è fatto per lui; tornato a casa, prende per il polso Phedre, la prescelta di Kushiel, e ho prova desiderio nei suoi confronti: questo lo fa sentire male e dunque decide di dover andar via da terre d'Ange per il bene di tutti. Nessuno, tranne la regina si oppone alla sua decisione, dunque si organizza la sua partenza; prima di essa, rivede di nascosto Sidonie e le dice addio.